# 征矢学
征矢 学（そや まなぶ、1984年12月23日 - ）は、日本の男性プロレスラー。長野県箕輪町出身。プロレスリング・ノア所属。YouTuber。血液型B型。
妻はプロレスラーの日向小陽。実弟に元プロレスラーの征矢匠がいる。

## 経歴

### 無我ワールド
坂口道場で体を鍛え、坂口征二の推薦で無我ワールド・プロレスリング（現：ドラディション）に入門。
2007年4月11日、無我ワールド後楽園ホール大会で、対竹村豪氏でデビュー。無我生え抜き第1号であり、周囲からは“藤波二世”と呼ばれていた。10月18日の後楽園大会では吉江豊と組み、ZERO1-MAXの佐々木義人＆崔領二組を相手に敗れはしたが、健闘を見せる。試合後吉江は「今日の征矢を見て無我の未来が見えた」と語っていた。

### 全日本プロレス
後楽園大会の翌日、10月19日に西村修と共に全日本プロレスへ電撃移籍を発表した。11月23日の後楽園大会にて対近藤修司戦で全日本デビュー。
2008年1月2日の後楽園大会、駿河一との一戦で初勝利を挙げる。
全日本プロレスに、デビュー戦の相手でもあるTAKEMURAが襲撃した時は、相手を務める事を強く望み、2月17日にシングルマッチが実現したが、一歩及ばず敗れてしまう。
4月頃からは諏訪魔のタッグパートナーとしてメイン、セミの試合に出場することが多く、デビュー当初の試合数の少なさをカバーしていた。
4月7日、VOODOO-MURDERSとの8人タッグ戦にて、場外フェンスの扉の部分が勢いで自分に跳ね返り顔面を直撃。歯を3本失う（その後ちゃんと歯を入れている）。
6月10日、武藤祭にてよくタッグを組む諏訪魔を相手に、同じく若手の真田聖也、T28と共に3人掛けマッチで対戦。3番手として戦い、奮闘するも三冠王者の壁は崩せず敗れる。
6月22日、後楽園ホールで元WWE史上最年少世界タッグ王者でVMの新メンバーレネ・デュプリーとシングルで対戦するも完敗に終わる。
11月3日、両国国技館大会では、新技のパワプロブースターで真田聖也を下す。試合後、年末の世界最強タッグ決定リーグ戦に真田と出場することを呼びかけ、真田は呼応。最強タッグ最終戦のジョー・ドーリング&ゾディアック組とは不戦勝に終わり、再戦を熱望。翌2009年の新春シャイニングシリーズ最終戦で再戦し、完敗を喫するも、これを機に上昇を誓った。
2009年、チャンピオン・カーニバル出場を賭け、相棒の真田とシングルで対決するも敗北。しかし出場権を得られなかったことよりも、お互いが納得出来る試合内容ではなかったということで真田と共に大いに悔しがった。そのチャンピオン・カーニバルでは、相棒の真田を全面的にサポートしセコンドを買って出たが、真田の全敗という結果に終わった。
5月17日、真田をパートナーにF4の大和ヒロシ&KAIとタッグで対戦。若手同士の熱戦を展開し、最後は征矢の垂直落下式デスバレーボムで勝利した。この試合を見た武藤敬司から「俺達には出来ないような可能性を見た。」と高評価を受けた。
8月22日に西村をパートナーにしてアジアタッグ王座に挑戦するが、NOSAWA論外組に完敗した。

#### 長州への弟子入り、新世代として
8月30日両国大会では、以前から対長州力のパートナーを懇願していたが、西村との思想の相違から仲間割れ。離別し、今度は長州イズムを学ぶかのような行動（長州力に弟子入り志願）を取り始め、世界最強タッグ決定リーグ戦では長州と組んで出場し、トータル8点という好成績を残す。
その後は新世代の一人として諏訪魔、河野真幸、浜亮太、そしてライバルの真田と共に切磋琢磨していたが、新世代のメンバーやジュニアのKAIや大和達若手が活躍していたのに対し、実績を残せていないことに焦りを感じスランプに陥る。そして1月から海外修行に出ることを発表し、海外武者修行に出る。
2010年7月25日に凱旋帰国し、新世代軍に合流。8月15日の凱旋試合では、西村と対戦して鍛え抜かれた肉体を披露し、パワーファイトで西村を攻め立てるも観客から「成長が見えないぞ」などと野次が飛び、最終的には西村が手を後ろに回して弟子のチョップを受け切るという展開となる。最後は必殺のブレーンバスターで勝利を得て勝ち誇るも、完全に師匠の胸を借りての勝利だった。8月29日両国大会、かつての盟友・真田とアジアタッグに挑戦し、王座奪取に成功。自身初となるベルト獲得となった。

#### es
2010年9月10日、同じ新世代軍のメンバーである諏訪魔・河野組との試合において、不甲斐無さに野次が飛ぶという現象が発生。この試合後、征矢は「新世代軍のメンバーとは組むよりも闘って行きたい」と、事実上のユニット解散を要求。それに諏訪魔、河野、真田も同調し解散した。以後は、真田とのタッグチーム「es」として活動。
台湾興行で挑戦者の河野&稔組を下し、初防衛に成功したが、暮れの世界最強タッグ公式戦で、ワイルドカードの菊地毅&本田多聞組に惨敗し優勝を逃した。その事で征矢は菊地がトラウマになったと語っていたが、年明けの2011年1月3日に王座戦が組まれ、十八番のパーフェクトデスバレーボムで王座を守ると同時に、トラウマを払拭した。
また、実弟の征矢匠のデビュー戦の相手もつとめ、「しょうがないからデビューおめでとうと言っといてやる」と弟のデビューを喜んだ。

#### ワイルド化 - GET WILD
2011年3月、両国大会にて関本大介&岡林裕二組に敗れ、アジアタッグ王座を流出させてしまう。征矢はその責任を負うが、真田がチャンピオン・カーニバルに3年連続で出場する一方、自分はエントリーされないという事態に。そのジェラシーからか、esとしての活動を一時休止し、浜亮太を相棒に敵地大日本プロレスに出陣するも、王座奪還はならなかった。そして真田へのジェラシーが爆発し、4月30日ディファ有明大会でシングルマッチで激突。敗れたもののesを復活し、6月19日の両国大会でアジアタッグ王座を奪還する。
8月30日、全日本プロレスに参戦した大森隆男に対し、征矢が宣戦布告。9月19日の後楽園大会にて、ワイルドを賭けた両者の一騎討ち「ワイルド・コントラ・ワイルド」を行った。試合は大森に敗れ、征矢はワイルドを名乗れなくなるが、大森は征矢の健闘を認めた。
10月23日、関本&岡林組に敗れ再びアジアタッグ王座を流出させてしまい、esの活動を休止。11月19日、世界最強タッグ決定リーグ戦2011に大森とのタッグチーム「GET WILD」で参戦し、真田組を相手に勝利した。その年の最強タッグでは5勝4敗の10点と好成績を残す。GET WILDでは、バックステージで真顔で大ボケを連発する征矢と、それに翻弄されキレ気味に突っ込む大森のコントの様なやりとりが定番化。今までいくらプッシュされても迷走を繰り返していた征矢だったが、ようやくこのワイルドキャラでブレイクを果たした。
2012年2月19日に開催されたALL TOGETHER第2回仙台大会において、真壁刀義とタッグを組み、杉浦貴&高橋裕二郎組と対戦。試合は征矢が杉浦からフォールを奪われ敗れたものの、試合後に真壁から「コイツ、パワー負けも何もしてねえ。しいて言えば、経験くれえだろ。これから経験つうのは埋まっていくんだよ。1年後が怖ええな！」と、高評価を受けた。
3月20日両国大会にて、AAAのダーク・オズ&ダーク・クエルボ組が持っていた世界タッグ王座を奪取したが、5月6日の試合で真田にドラゴンスリーパーでギブアップ負け。5月20日、対真田&ドーリング組との世界タッグ初防衛戦でも、真田にピンフォール負けを喫し、世界タッグから陥落した。
5月27日の後楽園大会で、匠と初の兄弟タッグを結成するも、試合後匠が引退を表明したため、最初で最後の兄弟タッグとなった。
6月17日後楽園大会で世界タッグ王座のリベンジマッチを行い、ワイルドボンバーで真田からピンフォール勝ち。世界タッグ王座の奪還に成功した。
世界タッグ王座を3回防衛後、世界最強タッグ決定リーグ戦を前にした10月30日、王座返上を発表。1994年までの慣例にのっとり、同リーグ戦の優勝チームが新王者チームとなる中、優勝決定戦で諏訪魔&ドーリングを敗り王座に返り咲いた。
2013年1月2日の大日本プロレス後楽園ホール大会では、佐々木義人をワイルドボンバーで下し、BJW認定世界ストロングヘビー級王座も獲得。3月1日の大日本プロレス後楽園ホール大会で関本に敗れ、BJW認定世界ストロングヘビー級王座から陥落。
3月17日の両国大会で秋山準&潮崎豪組に敗れ、世界タッグ王座から陥落。試合終了後、以前から首および目を痛め、危険な状態であった事と、その治療のため長期休養を発表。

### フリーランス - WRESTLE-1
全日本プロレスの分裂に際し、大森と共に全日本に残留を発表していたが、12月31日付で全日本プロレスとの契約を終了し、退団。記者会見では翌年2月にフリーとして復帰する予定（復帰団体はないが征矢自身は上がりたい団体があるという）と発表した。
2014年1月12日、WRESTLE-1のマッチメーカーに就任。東京スポーツからは「不毛なマッチメーカー」と呼ばれていた。
2月26日の大日本プロレス新宿FACE大会で、フリーランス初試合として神谷ヒデヨシと対決。その後もストロングBJの高い壁となっている。
W-1ではマッチメーカー兼フリー選手としてリングに上がっていたが、マッチメーカーとしてKAIをエースと認めない征矢と、エースを自称するKAIの因縁が発生。その際に「KAIはW-1ではエース は無理なので、ZERO1辺りでエースになってくれ。W-1では無理だが、ZERO1ならエースになれるだろう」という趣旨の発言をした為、それを知ったZERO1側が抗議。4月9日、ZERO1新木場大会に征矢が来場しリング上で謝罪をした。
5月4日TDCホール大会のメインでKAIに敗れ、征矢はリベンジを要求するも、5月25日神戸大会での再戦にも敗れたことによって、マッチメーカーを追放された。
7月、W-1王座設立に伴うトーナメントに参加すべく（所属のみ参加できる）、入団を武藤に直訴。断られてもしつこく所属を要求し、船木誠勝にはしつこすぎるあまりハイキックを決められてしまうが、8月8日付でW-1正式入団を果たす。
2016年9月18日、欠場からの復帰に際し、復帰戦の相手として大森を指名。翌日の全日本プロレス後楽園ホール大会で大森に来場し直訴、翌日対戦が決定した。10月9日、大森と対戦するも敗北。しかし、大森からGET WILDの復活を呼び掛けられる。征矢も即答は避けたが、10月18日に征矢も受諾し。11月27日の全日本プロレス両国大会にて、約3年8ヵ月ぶりに再結成することとなった。復帰初戦は敗れたものの、GET WILDとして世界最強タッグ決定リーグ戦にエントリーされ、史上3組目の全勝優勝を達成した。
WRESTLE-1活動停止のため2020年3月31日付をもって選手契約終了となる。

### プロレスリング・ノア
2020年4月19日、征矢はプロレスリング・ノアのTVマッチにて拳王率いる軍団「金剛」の新メンバーとして加入、風貌やコスチューム、キャラクターなどを改め脱「ワイルド」を宣言した。
2023年9月、以前に開設していたチャンネルとは別のYouTubeチャンネル「そやそやテレビくん」を開設。同時に自身の結婚と、妻が日向小陽であることを公表した。

## ファイトスタイル
デビュー当初は柔道出身ならではの柔道技を前面に押し出すファイトを展開していたが、現在はそれに加えてがっしりした体格を駆使したパワーファイトを得意としている。

## 得意技

### フィニッシュ・ホールド
弾道（旧称：ワイルド・ボンバー）
デビュー仕立てから使っていたが、長州力への対抗心からか2009年8月頃から頻繁に使い始める。それを征矢の師匠である西村に咎められても使い続け、現在の征矢を象徴する技となっている。名称は大森隆男の「アックス・ボンバー」に対抗し、大森よりも自分の方がワイルドという理由で「ワイルド・ボンバー」と命名。殆どは腕を振り切りながら自身の体の捻りを加えるため、単なるラリアットとは違うコークスクリュー式ラリアットともいえる征矢のオリジナルの技となっている。2020年4月のノア参戦、ユニット「金剛」加盟後に「脱ワイルド」宣言したため名称を「弾道（だんどう）」に改称している。
ジャンピングDDT
2021年6月ごろから試合終盤の大技として使用。その場で大きくジャンプしてから決めるDDTで、征矢のフィニッシュとしても使用する。
餅つき式パワーボム
2021年6月ごろより、征矢のフィニッシュ技やフィニッシュへの布石技として使用。パワーボムを決めたあと、クラッチを外さずにそのまま相手を再び上方へ抱え上げてすぐさま再度落下させてパワーボムを決める。これを2〜4度（3度が多い）繰り返す。決めたあとはクラッチを外さずに、そのままエビ固めでピンフォールすることが多い。
垂直落下式デスバレーボム
征矢のデスバレーボムは、通常のデスバレーボムよりも相手の体を上方へ大きく跳ね上げるようにして決めるため、相手の体がマットに対して垂直の状態で頭部から落下させる危険技でもある。
なお、この技でKAI、真田から勝利を奪い、TARUからアジアタッグを奪取した。週刊誌などの媒体によっては「パーフェクトデスバレーボム」と表記されることもある。

### 打撃技
逆水平チョップ
デビュー当時からかなり多用しており、同じく逆水平を使用する選手との対戦のときは対抗意識を剥き出しにして打ち合う。
エルボー
バックエルボー
エルボー・スタンプ
クローズライン
張り手
ドロップキック
延髄斬り
ショルダー・タックル
ショルダー・アタック
スピアー

### 投げ技
パワーブースター
相手の片腕を股から足ごと抱えて投げるクラッチ式のバックドロップ。
武藤塾の協力の元の新技であり、2008年10月25日に初披露。時期的に征矢のプロレスデビューから1年半、そして全日本プロレス移籍から1年が経過しており、この技を披露したことによって征矢のプロレスラーとしてのひとまずの成長を見せ付ける形となった。名前の由来は、江崎グリコ（武藤塾協賛）のプロテイン製品から来ていた。だが、その後の公式名称は「パワーブースター」に改称された。
ワイルドスクラップ
相手をカナディアンバックブリーカーの体勢で抱え上げ、自身の両膝をマットに勢い良くつくことによって、相手の背骨から腰を自分の肩に打ち付ける。2010年8月シリーズからの凱旋シリーズでいずれも初公開。相手を担ぎ上げ、両膝を打ち付ける前に旋回する時もあるが、現在は征矢が主流である。
ぶっこ抜きブレーンバスター、垂直落下式ブレーンバスター、雪崩式ブレーンバスター
非常に使いどころを分かっており、良いタイミングで使われる。真田と組んでのタッグマッチの時には、これで持ち上げたところを真田のスワンダイブ式ミサイルキックで撃墜するという合体技が存在する。ジョー・ドーリング等の巨漢選手をもぶっこ抜いたことがある。週刊プロレスの選手名鑑でも、ぶっこぬきと書くあたりこだわりが強い。通称、「こだわりのぶっこ抜きブレーンバスター」。
垂直落下式のブレーンバスターで勝負を決めた場合、技の名称が「ブレンバスター」となる。
バックドロップ
征矢のバックドロップは捻り式、抱え上げ式の2種類を使用する。
ジャーマンスープレックス
トルネードボム
相手の片足を取り、頭上へ担ぎ上げてのからの豪快なパワーボム。
パワースラム
その怪力によって、よほど重い選手以外は逃れられないカウンター技にもなっている。
ブルドッギング・ヘッドロック
コーナーから繰り出す事もある。
パワーボム
デスバレーボム
スパイルックフォー
相手をカナディアン・バックブリーカーの体勢で相手を右肩に担ぎ上げ、相手を180°後方回転させて顔面からマットに叩きつける変型フェイス・バスター。田中将斗のコンプリート・ダストとほぼ同型。

### 関節技
膝十字固め
征矢の代表的な技。なかなか決まり手になることは少ないものの、得意技であることに変わりは無く、ほとんどの試合で頻繁に出しては相手を苦しめている。
サソリ固め
2010年海外修行凱旋から、長州を意識し始めてか使い出す。esでのタッグ戦では、真田のコブラツイストとの共演をすることも。

## タイトル歴
全日本プロレス
- 世界タッグ王座：4回（第61代、第63代、第64代、第95代）

パートナーは大森隆男→拳王。
- アジアタッグ王座：2回（第84代、第86代）

パートナーは真田聖也。
- F-1タッグ選手権：1回（第3代）

パートナーはRG。
- 新春ヘビー級バトルロイヤル 優勝（2012年）
- 世界最強タッグ決定リーグ戦 優勝（2012年、2016年）

パートナーは大森隆男。
プロレスリング・ノア
- GHCナショナル王座：2回（第13代、第15代）
- GHCタッグ王座：1回（第71代）

パートナーは稲葉大樹。
大日本プロレス
- BJW認定世界ストロングヘビー級王座：1回（第2代）

WRESTLE-1
- WRESTLE-1チャンピオンシップ：2回 （第6代、第12代）
- WRESTLE-1タッグチャンピオンシップ：3回 （第2代、第6代、第13代）

第2代、第6代パートナーは葛西純→第13代パートナーはAKIRA。
- UWA世界6人タッグ王座：2回（第56代、第58代）

パートナーはカズ・ハヤシ、近藤修司→NOSAWA論外、タナカ岩石
- WRESTLE-1 GRAND PRIX 優勝（2015年、2016年）

プロレス大賞
- 2012年度プロレス大賞： 最優秀タッグチーム賞（With大森隆男、GET WILDとして）

## 人物
- 漫画『キン肉マン』の大ファンで、フィギュアも収集している。
- ほぼ同期である真田とのシングルマッチは敗北が続き、KAIとは引き分けとなっている。特に同じくヘビー級で先輩レスラーを次々撃破している真田に対しては非常にライバル心を燃やしている。
- 趣味は絵を描くこと。小学校の頃は「木彫りクラブ」、「美術クラブ」、そして破棄するテレビを壊すという「ぶんかいクラブ」という謎めいたクラブに入っていたという。
- かつて放送されていたドラマ「斉藤さん」にほんの少し出演した。
- 社長であった武藤と同じ12月23日生まれである。
- ブログ記事の締めの言葉は「でわわ!!」である（直接関係あるかどうかは不明だが、他の全日レスラーがこれと同様に自身のブログにて記事の締めに「ちわわ!!」などを発言したことがある）。
- 弟の匠は武藤塾番外編の2009年全日本プロレス公開新人入団テストで合格し、晴れて兄弟プロレスラーとなったものの、ケガが元で2012年に引退した。
- 無我時代は青のショートタイツを着用していたが、全日本に移籍後は真田が青のショートタイツを着用しているため、全日本ではしばらく黒のショートタイツを着用していた。ワイルド化以降は、左半分がピンク地、右半分がモノトーンの豹柄ショートタイツを着用している。
- かなりの犬嫌い。小島聡が道場に愛犬のクッキーを連れてきた時は、あまりの恐ろしさにキッチンの上に飛び乗った程。
- 全日本プロレスに存在するタッグベルト（世界タッグ王座、アジアタッグ王座、F-1タッグ選手権）を全て獲得した、史上初のレスラーである（2012年に大森隆男も達成）。ただしF-1タッグ選手権は武藤の全日本プロレス離脱により、事実上封印されている。
- 間接的ではあるが、伸び悩んでいた真田とのライバルストーリーを展開しアジアタッグを獲得したり、長期離脱状態から復帰して間もない大森を全日本に入団させるきっかけを作り世界タッグ王者になったりなど、相棒やライバルレスラーを活かす手腕はかなりのものがある。征矢本人はマイペースにワイルドを追及するなど、天然プロデュースでもある。

## 入場曲
- 弾道（2020年4月 - ）
- Get Wild/TM NETWORK（2011年11月 - 2020年4月）
- Justice For it（2010年頃 -2011年11月）
- 前略、道の上より/一世風靡セピア（2008年頃 - 2010年頃）
- American Idiot/Green day（デビュー時）

## 舞台
- 撃弾☆ボディプレス『イキザマ』（2015年12月25日 - 27日、北千住シアター1010） - プロレス団体社長 役[18]